# 終極夜路
《終極夜路》（英語：Gasoline Alley）是一部2022年上映的美國動作驚悚片，由愛德華·德瑞克執導，布魯斯·威利、戴文·薩瓦和盧克·威爾遜等人主演。

## 演員
- 布魯斯威利飾演 比爾
- 盧克·威爾遜飾演 佛瑞迪
- 戴文·薩瓦飾演 吉米
- 凱特·福斯特（英语：Kat Foster）飾演 克莉斯汀
- 舒芙・布萊德蕭（英语：Sufe Bradshaw）飾演 愛蓮娜.羅傑斯
- 強尼·道華斯（英语：Johnny Dowers）飾演 伊拉斯.阿爾辛多
- 瑞克·索羅門（英语：Rick Salomon）飾演 珀西·穆蘭尼
- 肯尼·沃爾默飾演 丹尼斯.波爾克
- 伊琳·安東年科（英语：Irina Antonenko）飾演 Star
- 弗農·戴維斯（英语：Vernon Davis）飾演 保鏢凱撒

## 製作

### 拍攝
主體拍攝於2021年3月在蒂夫頓進行。

## 發行
2021年6月，Saban Films獲得了該電影的發行權。本片於2022 年2月25日在美國上映、2022年6月2日在台灣上映。